# Pardus (operační systém)
Pardus je v informatice linuxová distribuce vyvinutá v Turecku, která je pojmenována podle latinského názvu zakavkazského leoparda. Distribuce má ve své výbavě všechny často používané aplikace. Je určena pro méně zkušené uživatele, kteří nemusí mít speciální znalosti v ovládání počítače nebo Linuxu.

## Vývojáři
Pardus byl vyvinut v Tureckém národní ústavu elektroniky a Cryptologye (Turkish National Research Institute of Electronics and Cryptology – UEKAE). Institut patří pod vědeckou a technologickou výzkumnou radu v Turecku (TÜBITAK).

## PiSi
PiSi (Packages Installed Successfully as Intended) je systém pro správu balíčků v distribuci Pardus. Je hlavním nástrojem pro instalaci, aktualizaci a odstranění softwarových balíků. „Pisi“ je z tureckého slova smyslu „kitty“, což je míněno jako slovní hříčka jména distribuce. Mezi některé rysy PiSi patří:
- používá LZMA kompresi
- naprogramován v Pythonu
- zdrojové balíčky jsou napsány v XML a Pythonu
- databáze je realizována pomocí Berkeley DB
- řeší nízkoúrovňové i vysokoúrovňové operací s balíčky (řešení závislostí)
- pro nadstavbové aplikace je k dispozici framework
- od Pardus 2009 jsou implicitně používány delta balíčky (stahují se pouze rozdíly)

## Historie
| \| Verze \| Datum spuštění \| Jméno \| \| ------ \| ------------------ \| ------------- \| \| 1.0 \| 26. prosince 2005 \| Pardus 1.0 \| \| 1.1 \| 2005 \| Pardus 1.1 \| \| 2007 \| 18. prosince 2006 \| Pardus 2007 \| \| 2007.1 \| 16. března 2007 \| Pardus 2007.1 \| \| 2007.2 \| 11. července 2007 \| Pardus 2007.2 \| \| 2007.3 \| 19. listopadu 2007 \| Pardus 2007.3 \| \| 2008 \| 27. června 2008 \| Pardus 2008 \| \| 2008.1 \| 15. září 2008 \| Pardus 2008.1 \| \| 2008.2 \| 30. ledna 2009 \| Pardus 2008.2 \| \| 2009 \| 17. července 2009 \| Pardus 2009 \| |                    |               |
| Hlavní verze Poslední stabilní verze |                    |               |
| Verze | Datum spuštění     | Jméno         |
| 1.0 | 26. prosince 2005  | Pardus 1.0    |
| 1.1 | 2005               | Pardus 1.1    |
| 2007 | 18. prosince 2006  | Pardus 2007   |
| 2007.1 | 16. března 2007    | Pardus 2007.1 |
| 2007.2 | 11. července 2007  | Pardus 2007.2 |
| 2007.3 | 19. listopadu 2007 | Pardus 2007.3 |
| 2008 | 27. června 2008    | Pardus 2008   |
| 2008.1 | 15. září 2008      | Pardus 2008.1 |
| 2008.2 | 30. ledna 2009     | Pardus 2008.2 |
| 2009 | 17. července 2009  | Pardus 2009   |

První verze, Pardus 1.0, byla uvolněna 26. prosince 2005. Live CD bylo prvním produktem projektu Pardus.
Pardus 2007.3 zahrnuje jádro 2.6.18, kancelářský balík OpenOffice.org, internetové nástroje (prohlížeč, e-mail, chat, atd.), multimediální a grafické nástroje (video přehrávač, hudební přehrávač, apod.), hry a mnoho dalších aplikací. Obsahuje vlastní konfigurační manažer COMAR a vlastní konfigurační nástroj Tasma pro KDE.
Pardus 2008.1 obsahuje linuxové jádro 2.6.25.16, aktualizovány byly i další aplikace. KDE bylo aktualizováno na verzi 3.5.10 spolu s dalšími významnými infrastrukturními komponenty: Python 2.5, Java 6, Mozilla Firefox 3.0.1, OpenOffice.org 2.4.1.
Pardus 2009 je nejnovější verze. Obsahuje jádro 2.6.30.1 a nejnovější verze oblíbeného linuxového softwaru. Pardus 2009 používá desktopové prostředí KDE 4, obsahuje OpenOffice 3.1, Python 2.6.2, Mozilla Firefox 3.5, Gimp 2.6.6 a také aplikace jako Kontact, Kopete, Kaffeine, k3b a Amarok. Aplikace lze snadno aktualizovat na nejnovější verze přes internet nástrojem Pisi manažer. Pardus 2009 obsahuje pokročilé síťové nástroje a je kompatibilní s většinou nejnovějšího hardwaru.

## Použití
- Turecké ozbrojené síly (částečně)
- Ministerstvo zahraničních věcí (Turecko) (částečně)
- Ministerstvo národní obrany (Turecko)
- Turecká policie (částečně)
- SGK (ústav sociálního zabezpečení Turecka) (migraci)